# Manu Quijera
Manu Quijera Poza (* 13. Januar 1998 in Pamplona) ist ein spanischer Leichtathlet, der sich auf den Speerwurf spezialisiert hat.

## Sportliche Laufbahn
Erste internationale Erfahrungen sammelte Manu Quijera im Jahr 2014, als er bei den Olympischen Jugendspielen in Nanjing mit einer Weite von 69,05 m die Silbermedaille im B-Finale gewann. Im Jahr darauf belegte er bei den Jugendweltmeisterschaften in Cali mit 76,48 m den vierten Platz und 2016 schied er bei den U20-Weltmeisterschaften in Bydgoszcz mit 68,91 m in der Qualifikation aus. 2017 gelangte er bei den U20-Europameisterschaften in Grosseto mit einem Wurf auf 71,12 m auf den sechsten Platz und 2018 siegte er bei den U23-Mittelmeermeisterschaften in Jesolo mit einer Weite von 74,98 m. 2019 klassierte er sich bei den U23-Europameisterschaften in Gävle mit 79,22 m auf dem fünften Platz. 2022 belegte er bei den Ibero-Amerikanischen Meisterschaften in La Nucia mit 79,83 m den vierten Platz und anschließend schied er bei den Weltmeisterschaften in Eugene mit 78,61 m in der Qualifikationsrunde aus. Auch bei den Europameisterschaften in München im August verpasste er mit 76,67 m den Finaleinzug. Im Jahr darauf wurde er bei der 1. Liga der Team-Europameisterschaft im Rahmen der Europaspiele in Chorzów mit 75,08 m Siebter und 2024 belegte er bei den Ibero-Amerikanischen Meisterschaften in Cuiabá mit 76,30 m den fünften Platz. Anschließend verpasste er bei den Europameisterschaften in Rom mit 75,61 m den Finaleinzug.
In den Jahren 2019 und 2022 wurde Quijera spanischer Meister im Speerwurf.